# دختر اهل مارفا
دختر اهل مارفا (انگلیسی: Marfa Girl) یک فیلم درام به نویسندگی و کارگردانی لری کلارک است که در سال ۲۰۱۲ منتشر شد.
این فیلم دربارهٔ زندگی تعدادی جوان در شهر مارفا، تگزاس است و در سال ۲۰۱۲ برندهٔ «جایزهٔ مارکوس اورلیوس» بابت بهترین فیلم در جشنواره فیلم رم شد.